# Република Сръбска
Република Сръбска (на сръбски: Република Српска или Republika Srpska), съкратено Сръбска (на сръбски: Српска или Srpska), е една от двете съставни части на Босна и Херцеговина. Възниква в хода на войната в бившата югорепублика и е утвърдена с Дейтънското споразумение. От 1998 г. официално седалище на Република Сръбска е град Баня Лука.

## История
В резултат на войната между Съюзна Република Югославия и Босна и Херцеговина се формира Република Српска. Това е район представляващ половината от територията на Босна и Херцеговина в който се намират про-югославските военни сили по време на войната. Населението в този район също се определя като про-югославско и категорично подкрепя действията на президента на Съюзна Република Югославия – Слободан Милошевич.

## Население
Република Сръбска има 1 218 107 жители, от които сърбите са 82,22%. Освен тях в републиката живеят бошняци, хървати и цигани. Забелязва се тенденция за повишаване на сръбското население за сметка на хърватското и босненското, които са намалели по време и след гражданската война в страната.

## География
Според Дейтънското споразумение Република Сръбска обхваща точно 49% от територията на Босна и Херцеговина или около 25 053 km². В териториален аспект републиката е разделена на две части – една част в северозападна Босна с най-голям град Баня Лука и втора част в Източна Босна. Между тези две части се намира т.нар. Дистрикт Бръчко, който е под международен контрол.

## Административно деление
Дистрикт Бръчко дели територията на Република Сръбска на западен и източен дял. В западния дял се намират части от географските региони, познати като Босненска Крайна и Посавието, докато в източния дял се намират Семберия, Романия, Източна Херцеговина и босненската част от Подринието с планините Майевица и Маглич.
Западният дял на Република Сръбска обхваща първите два региона, а източният дял – останалите пет.
Република Сръбска се подразделя на 7 региона:
1. Баня Лука
2. Добой
3. Биелина
4. Зворник
5. Сараевско-романийски
6. Фоча
7. Требине или Източна Херцеговина

## Градове в Република Сръбска
- Баня Лука: 199 191
- Биелина: 125 753
- Приедор: 105 543
- Източно Сараево: 98 489
- Добой: 80 944
- Градишка: 80 944
- Зворник: 51 996
- Теслич: 49 300
- Требине: 47 385
- Пърнявор: 46 894
- Дервента: 43 500
- Фоча: 40 810 (2013)

## Галерия
- Градският съвет на Баня Лука
- Храм „Света Троица“ в Баня Лука
- Изглед към Мърконич град
- Меандър на река Върбас